# Hanau
Hanau (česky Hanava) je město v německé spolkové zemi Hesensko. Leží v zemském okrese Mohan-Kinzig ve vládním obvodu Darmstadt, přibližně 25 km východně od Frankfurtu nad Mohanem, největšího města spolkové země. Město leží na soutoku řek Kinzig a Mohan. Hanau je rodištěm Jacoba a  Wilhelma Grimmů, a proto bývá často označováno jako město bratří Grimmů. Žije zde přibližně 103 tisíc obyvatel.
První zmínka o městu pochází z roku 1143. Status města byl původní vesnici přidělen v roce 1303. Ve 14. století zde byly vybudovány městské hradby, které byly dále rozšířeny v 16. století. Ve stejném století bylo město rozšířeno a jeho nová část, označována jako Neustadt Hanau, se stala samostatným městem. Nové město bylo větší než původní Hanau a bylo zde vybudováno bytelné opevnění v barokním stylu, díky němuž utrpělo město jen minimální škody během třicetileté války. Během napoleonských válek v 19. století bylo nařízeno zničit městské opevnění, a město se tak dále rozvíjelo za své tradiční hranice. V roce 1820 došlo ke sloučení Hanau a Neustadt Hanau v jedno město. Ve stejném století prošlo město industrializací a Hanau se stalo významným železničním uzlem, když se zde potkávalo šest samostatných železničních tratí. Město bylo součástí historického státu Hesenska-Kasselska a stalo se součástí Pruska. Během druhé světové války bylo z větší části poničeno náletem britských letounů. Poté bylo obsazeno americkou armádou.
V současné době je Hanau šestým největším městem Hesenska a jedním z deseti regionálních center. Jedná se o významné průmyslové a technologické centrum, stejně jako o významný dopravní uzel. Žije zde početná turecká menšina. Dne 19. února 2020 zde třiačtyřicetiletý Tobias Rathjen v místních barech se specializací na vodní dýmky zastřelil střelnou zbraní 9 lidí. Po střelbě se vrátil do svého bytu, kde zastřelil svojí matku a následně obrátil zbraň proti sobě. Motivem jeho útoku byla xenofobie a nenávist vůči migrantům.

## Rodáci
Jacob Ludwig Carl Grimm (1785–1863), právník, lexikograf, sběratel lidových pohádek 
Wilhelm Carl Grimm (1786–1859), jazykovědec, literární vědec, sběratel pověstí a pohádek 
Paul Hindemith (1895–1963), hudební skladatel, violista, hudební teoretik a dirigent

## Partnerská města
- Dartford, Spojené království
- Tottori, Japonsko (od roku 2001)
- Jaroslavl, Rusko
- Conflans-Sainte-Honorine, Francie
- Francheville, Francie
- Tchaj-čou, Čína (od roku 2012)

Spřátelená města
- Waltershausen, Durynsko, Německo (od roku 1990)
- Pays de Hanau, Francie

## Galerie

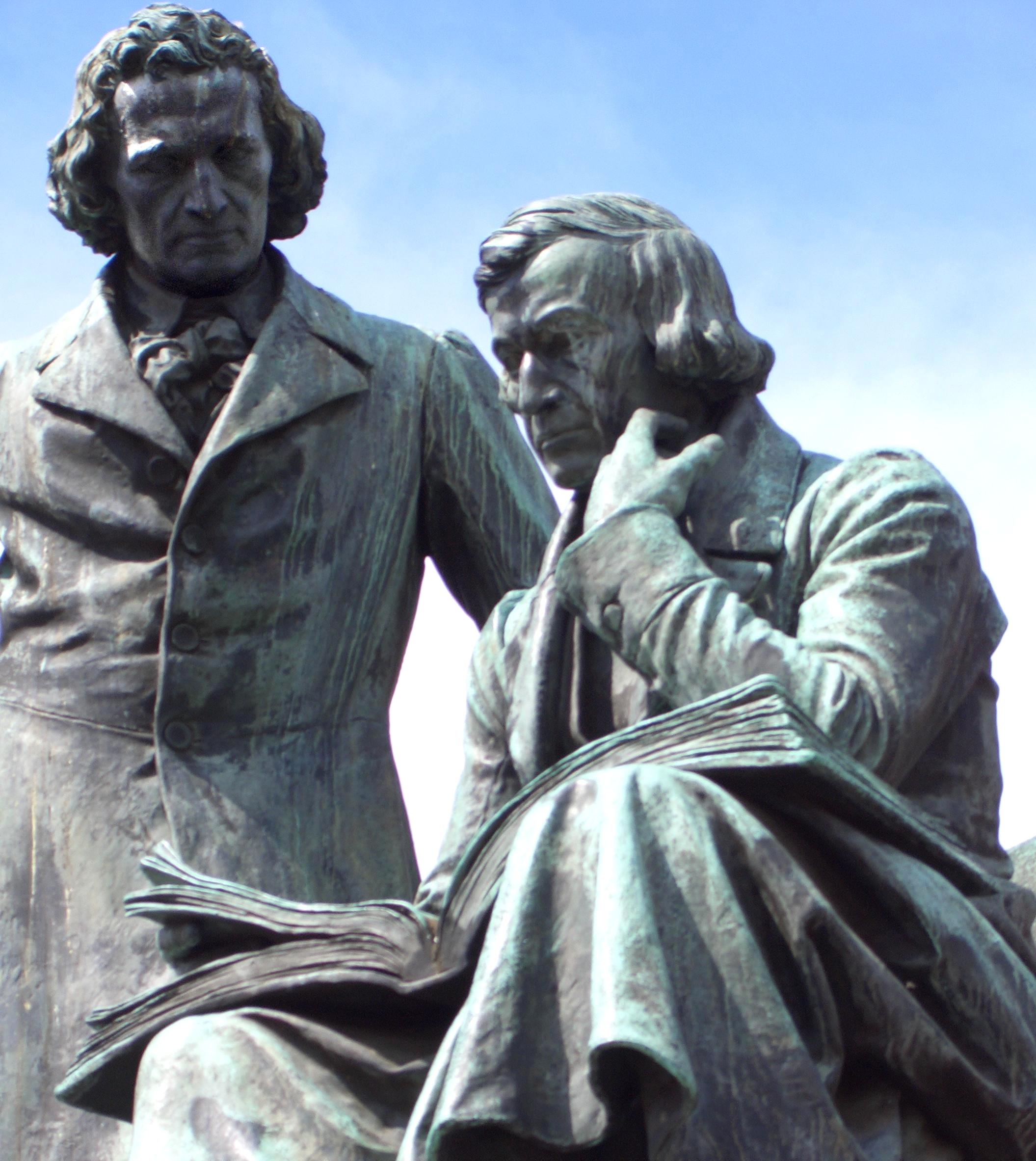
Sousoší bratří Grimmů
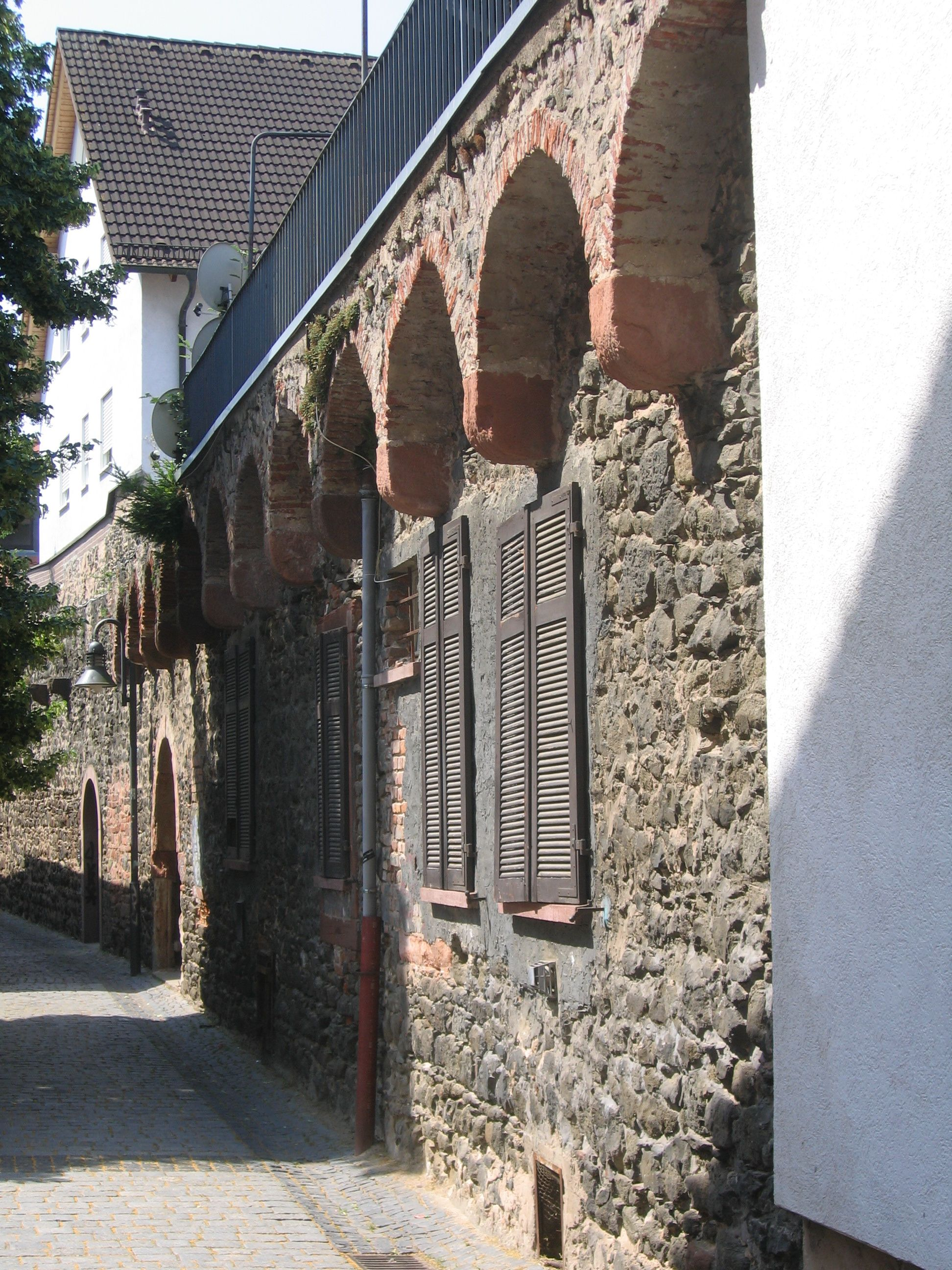
Část historického městského opevnění
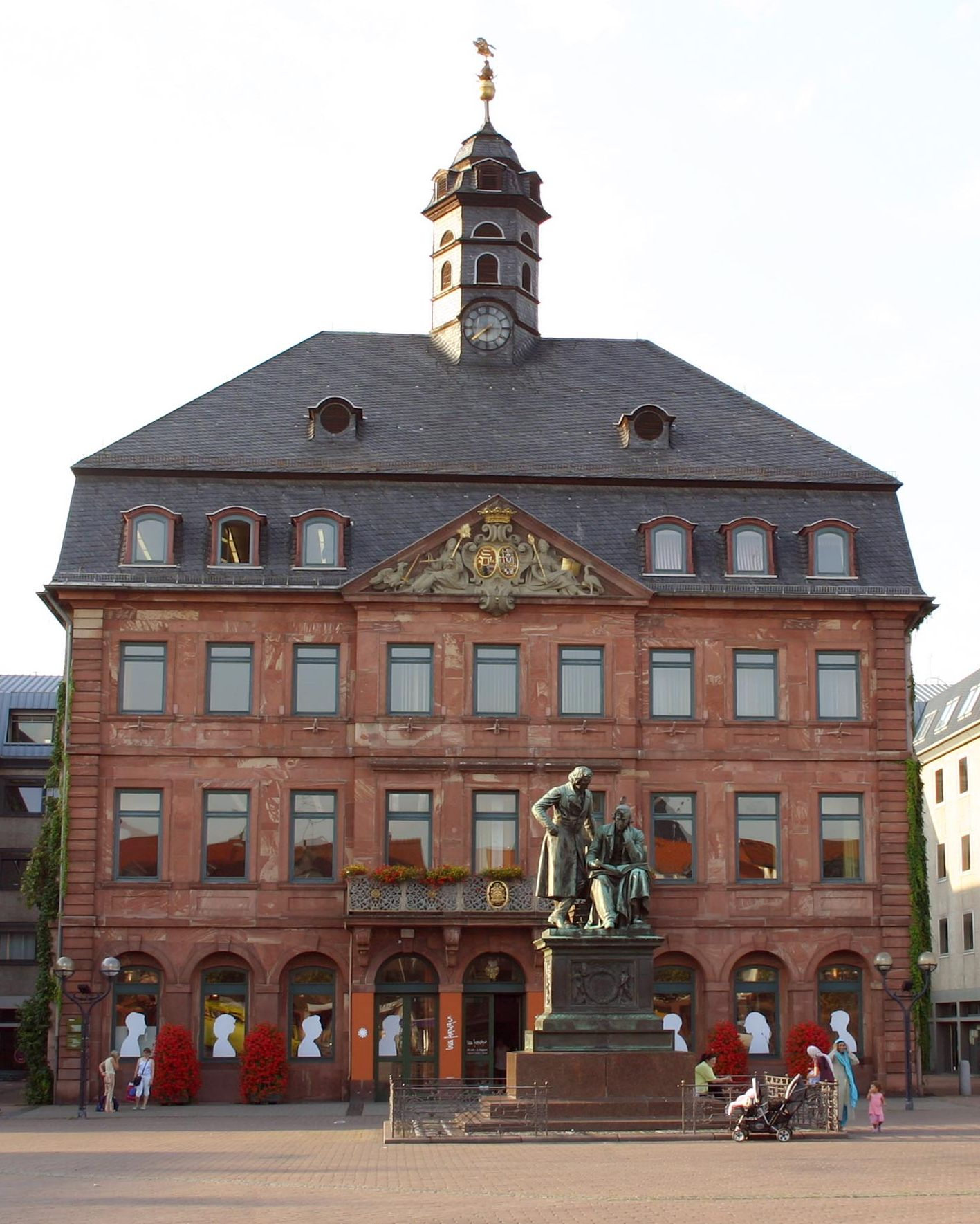
Nová radnice